# Librantice
Librantice (německy Librantitz, Leibrandsdorf) jsou obec v okrese Hradec Králové v Královéhradeckém kraji. Žije zde 654 obyvatel. V obci se nachází golfový areál „Na Vrších“.

## Historie
Obec vznikla zřejmě již při lánové kolonizaci ve 13. století. První písemná zmínka o obci je však až z roku 1496. Samostatnou obcí se Librantice stávají za vlády Marie Terezie, k roku 1779.

### Exulanti
Stejně jako z okolních obcí (Ledce, Jílovice aj.) odcházeli do exilu i nekatolíci z Librantic. V době pobělohorské a během slezských válek emigrovaly z náboženských důvodů celé rodiny do pruského Slezska. Dělo se tak pod ochranou vojska pruského krále Fridricha II. Velikého. Hromadnou emigraci nekatolíků zpočátku organizoval Jan Liberda a zprostředkoval ji generál Christoph Wilhelm von Kalckstein. Z Librantic prokazatelně uprchli:
- Pavel Sovák, syn Mikulášův z Librantic, uprchl do Münsterbergu v pruském Slezsku. Tam se v listopadu 1755 oženil s Dorotou Svobodovou. Pracoval jako tkalcovský mistr a později početná rodina v Münsterbergu zůstala. Dorota zemřela 23.10.1806 ve věku 70 let.
- Matěj Flejšar (* 1773) z Librantic se dne 29.1.1797 oženil v Husinci, žil ale nedaleko v malé české kolonii Sophienthal (Zofiówka). V roce 1803 je uveden v seznamu zelovských sousedů a patří mezi zakladatele města Zelov. Matěj zemřel 6.1.1804 v Zelově "na palčivou zimnici dokonal a věk svůj přivedl na 30 let a několik neděl". [5]

## Obyvatelstvo
| Rok            | 1869 | 1880 | 1890 | 1900 | 1910 | 1921 | 1930 | 1950 | 1961 | 1970 | 1980 | 1991 | 2001 | 2011 | 2021 |
| -------------- | ---- | ---- | ---- | ---- | ---- | ---- | ---- | ---- | ---- | ---- | ---- | ---- | ---- | ---- | ---- |
| Počet obyvatel | 656  | 701  | 680  | 609  | 653  | 675  | 595  | 455  | 459  | 399  | 332  | 361  | 417  | 482  | 555  |
| Počet domů     | 92   | 101  | 107  | 107  | 118  | 134  | 136  | 142  | 131  | 123  | 107  | 144  | 159  | 191  | 221  |

## Obecní správa
Mezi lety 1869–1980 Librantice byly obcí v okrese Hradec Králové (1869–1930), poté v okrese Hradec Králové-okolí (1950) a později opět v okrese Hradec Králové. Od 1. července 1980 do 31. prosince 1991 patřily jako část obce k Černilovu a od 1. ledna 1992 jsou opět samostatnou obcí.

### Obecní symboly
Dne 25. dubna 2018 bylo schváleno usnesením výboru pro vědu, vzdělání, kulturu, mládež a tělovýchovu udělení znaku a vlajky obce. Znak a vlajka byly obci uděleny rozhodnutím předsedy Poslanecké sněmovny Parlamentu České republiky dne 3. května 2018.

## Pamětihodnosti
- Základní škola čp. 119
- Větrný mlýn, postaven roku 1855, byl zbořen v roce 1947[11]
- Kopie místního větrného mlýna stojí od roku 2020 v Podorlickém skanzenu v Krňovicích a Borovnici.[12]

## Okolí
Na potoce v polích na východním okraji obce se nalézá rybník Rohlíčky.

## Galerie

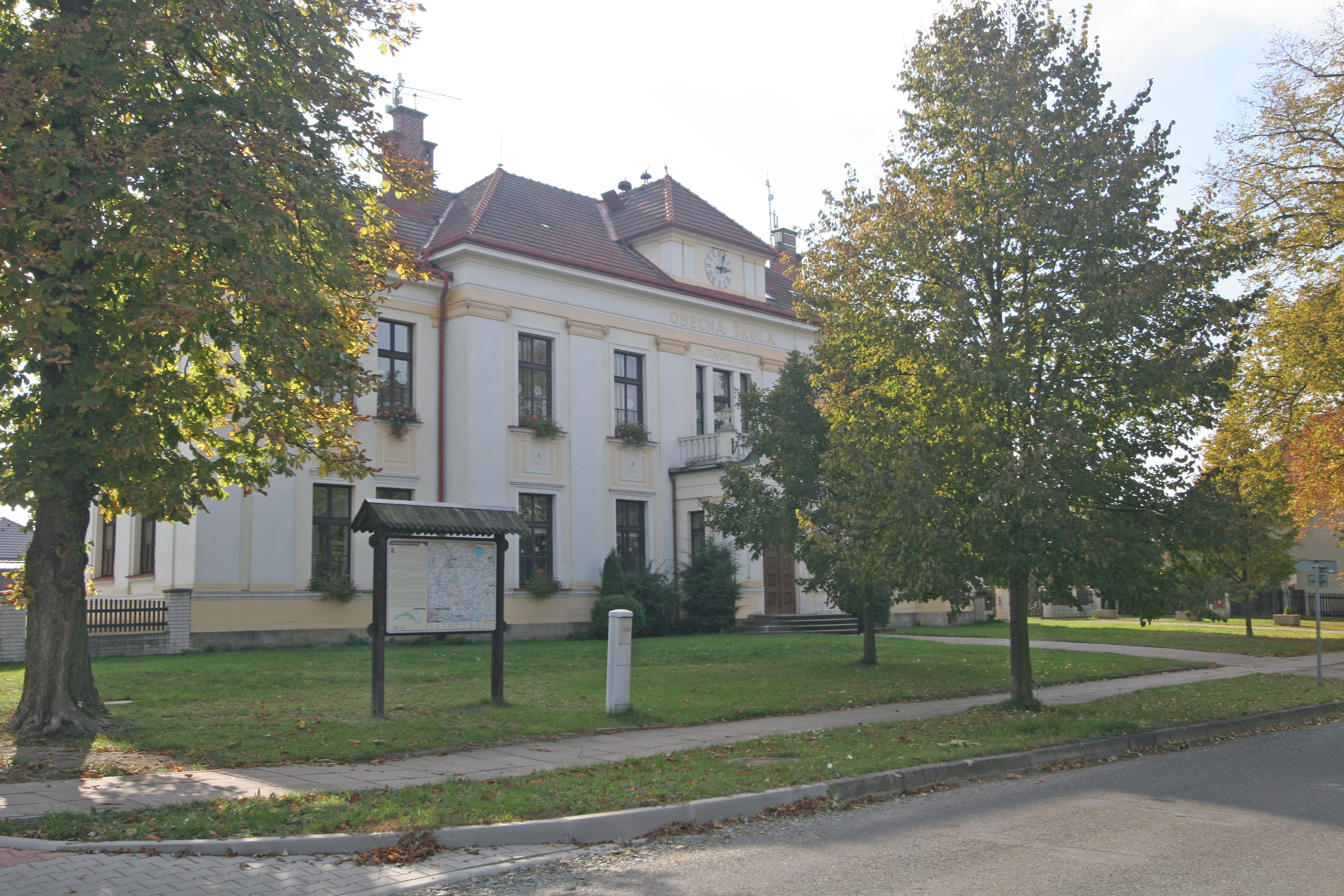
Škola
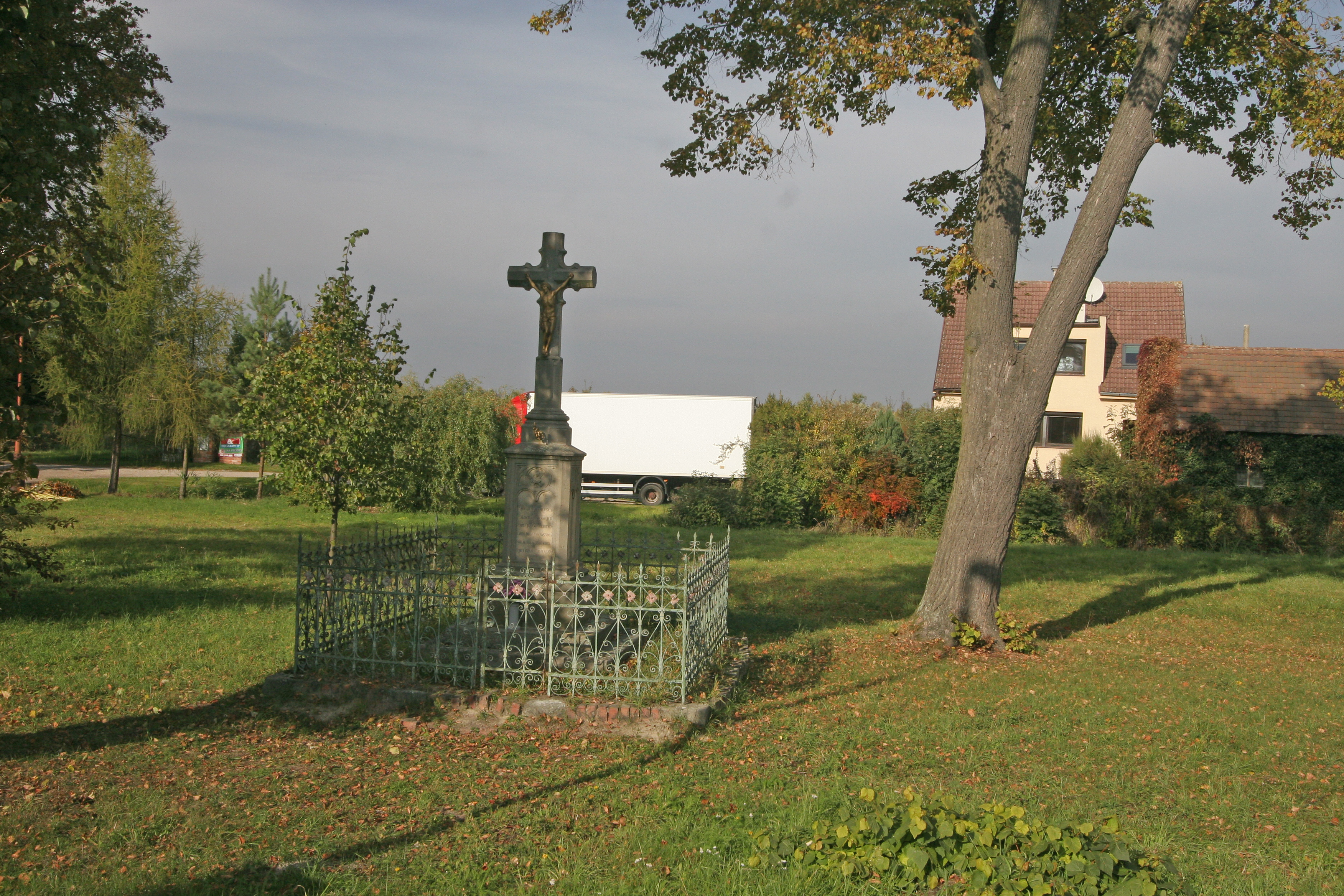
Křížek
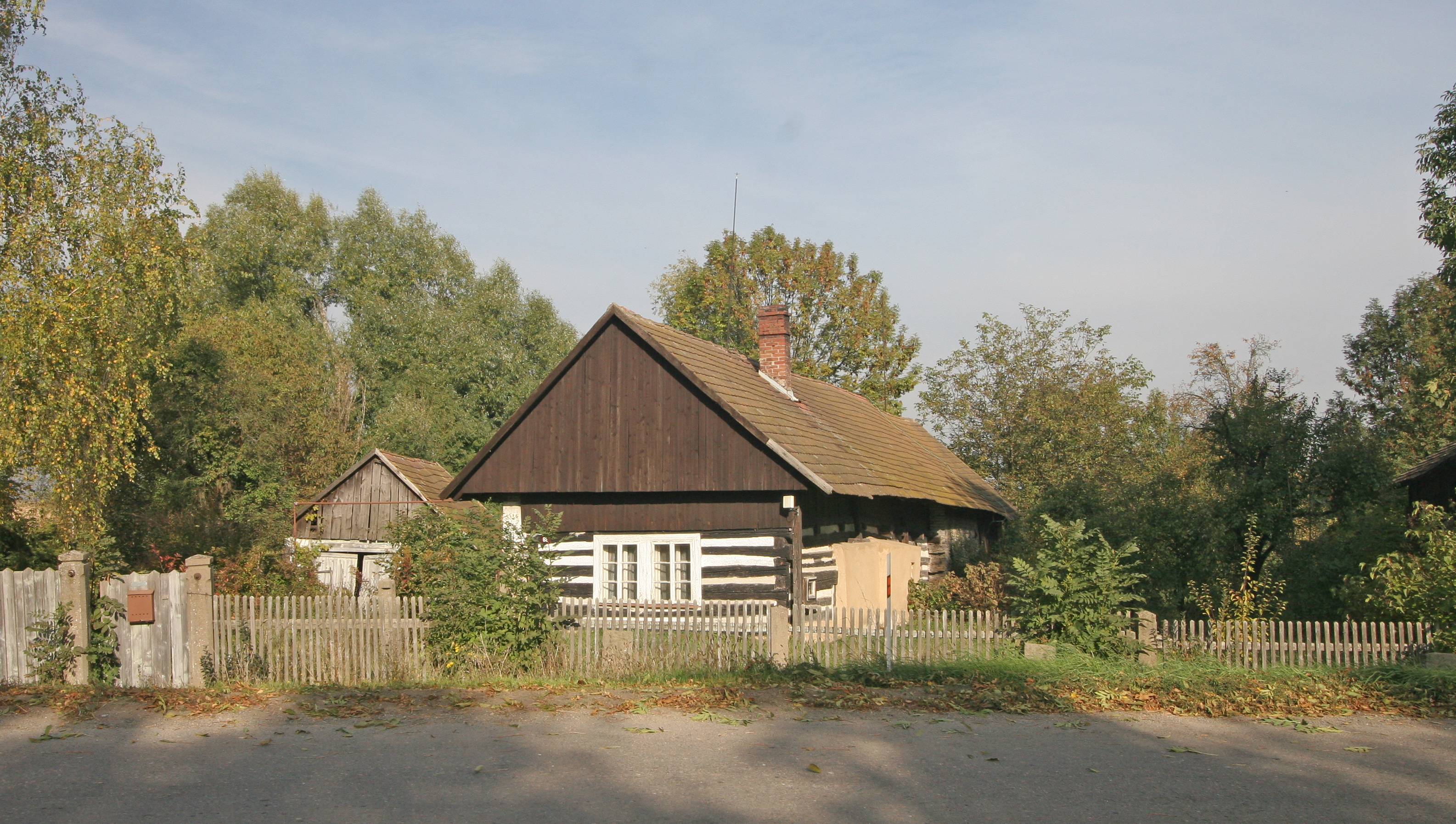
Roubenka čp. 62
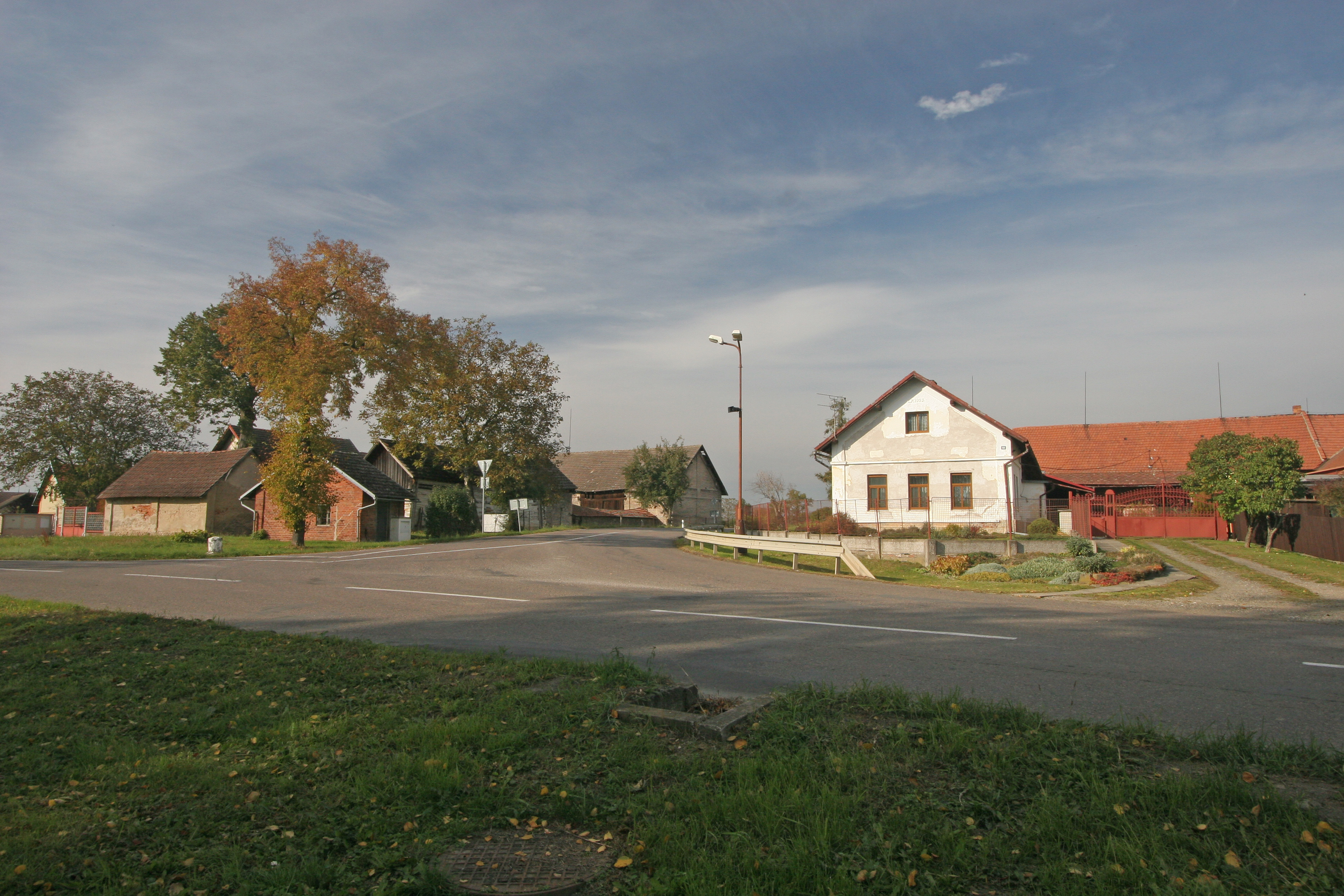
Pohled na východní část obce
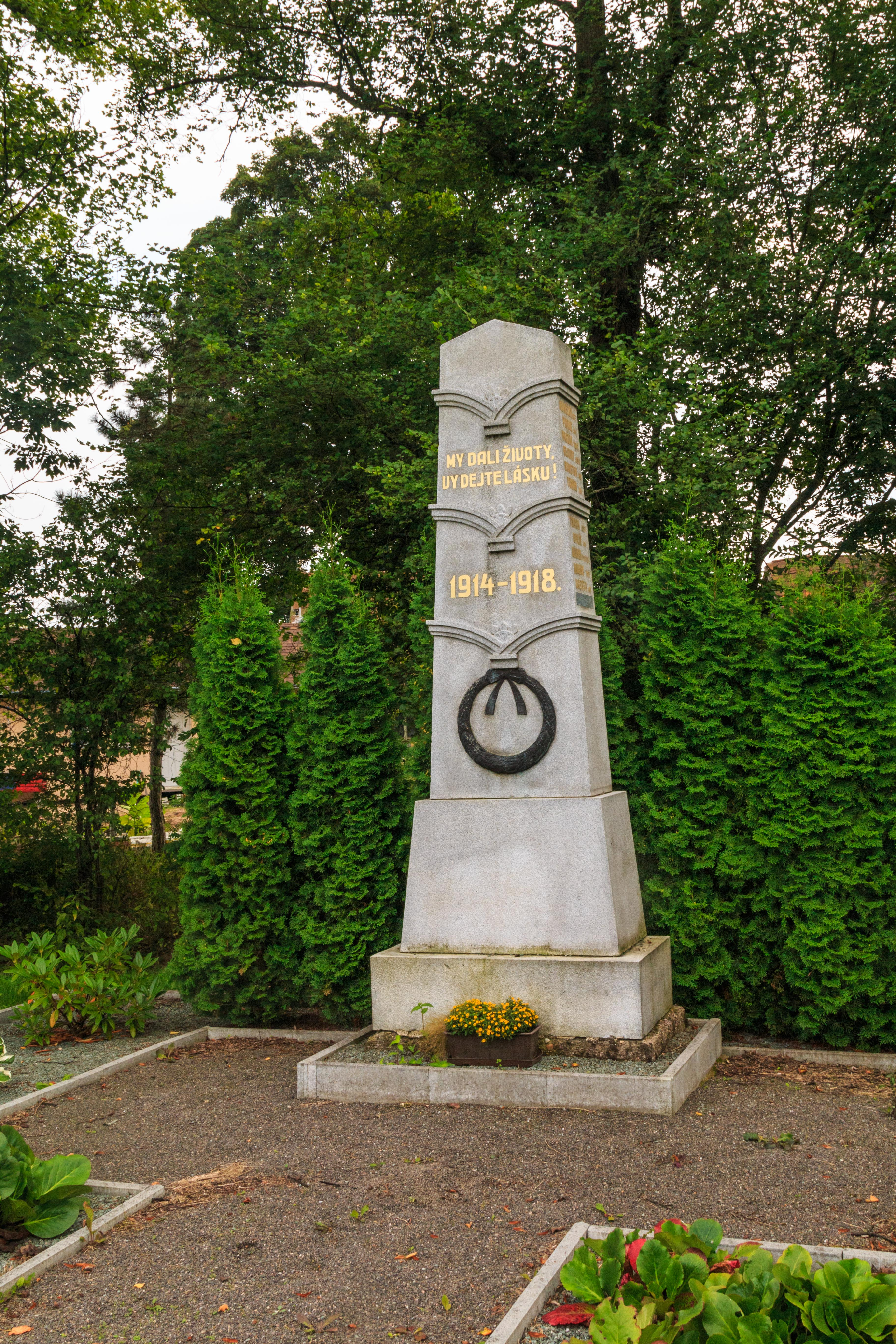
Pomník padlým v 1. světové válce
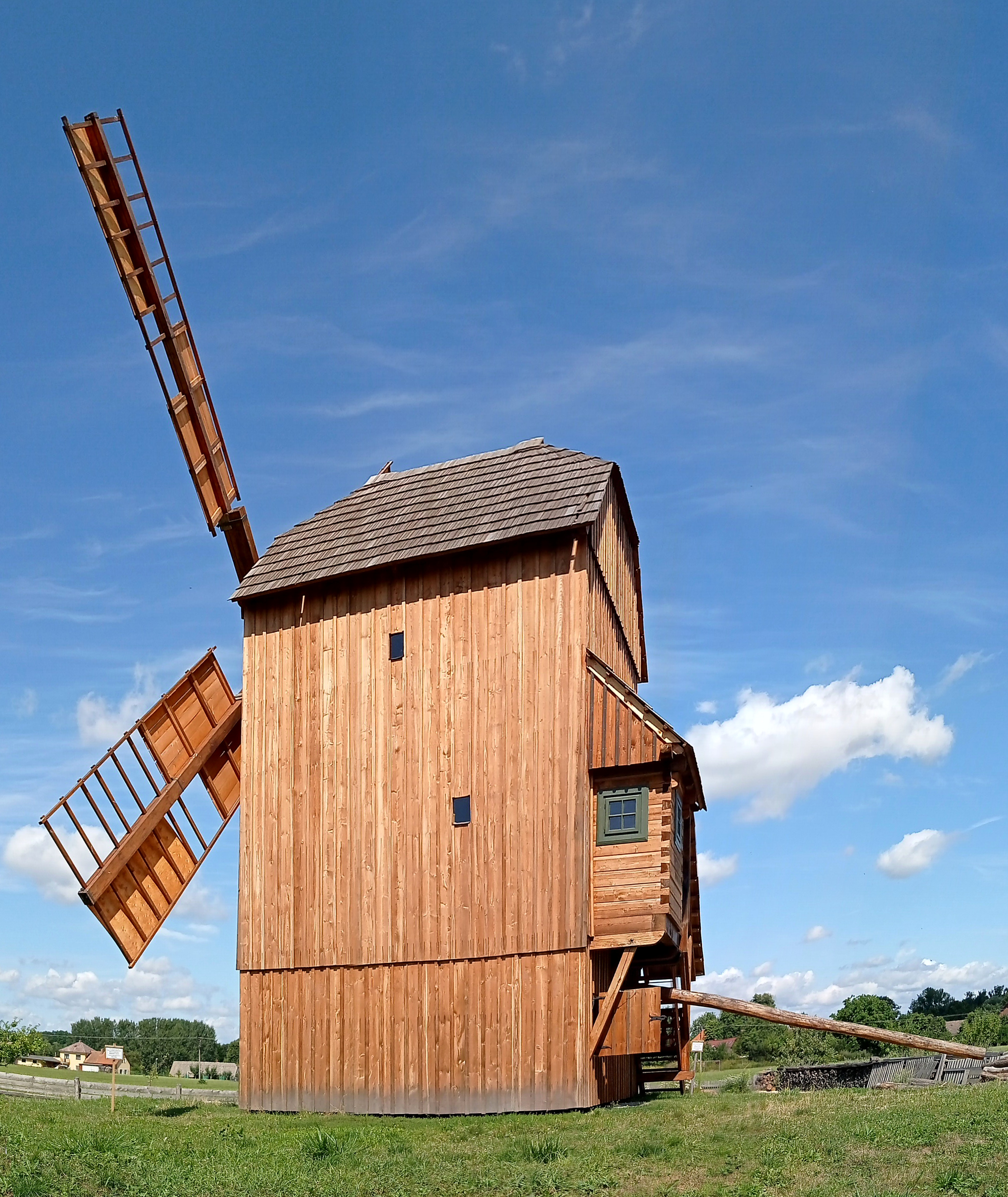
Replika zaniklého větrného mlýna v Krňovicích